# Kwiatki św. Franciszka
Kwiatki Świętego Franciszka − zbiór krótkich opowiadań o życiu św. Franciszka z Asyżu i jego dwunastu towarzyszach.
Zbiór powstał prawdopodobnie około XIII wieku w języku łacińskim i nosił pierwotnie tytuł Actus beati Francisci et sociorum eius. Za autora większości tekstów uchodzi Ugolino z Montegiorgio. Pod koniec XIV wieku dokonano anonimowego przekładu na język włoski, stanowi on obecnie podstawę do wszelkich wydań i tłumaczeń. Do niektórych tłumaczeń dołączone są opowieści o życiu towarzyszy świętego. Polski przekład autorstwa Leopolda Staffa opublikowany w 1910 miał wpływ na rozwój młodopolskiego franciszkanizmu. Opowiadania mają charakter dydaktyczny, zachęcają odbiorcę do pójścia w ślady świętego, kreują wzór osobowy cieszącego się z życia ascety, dostrzegającego Boga w każdym stworzeniu, żyjącym w zgodzie z Ewangelią.
W Polsce rozdział XXII książki zatytułowany „Jak Święty Franciszek oswoił dzikie turkawki” znajdował się w programie nauczania dla szkół ponadgimnazjalnych i był on zawarty w wymaganiach maturalnych wraz z „Pieśnią słoneczną” św. Franciszka. Od zmiany podstawy programowej w 2018 roku uczniów szkół ponadpodstawowych obowiązują wybrane fragmenty z utworu. 